# Tournoi d'ouverture du championnat du Costa Rica de football 2019
Navigation
Saison précédente Saison suivante
Le Tournoi Apertura 2019 est le vingt-cinquième tournoi saisonnier disputé au Costa Rica.
C'est cependant la 110e fois que le titre de champion du Costa Rica est remis en jeu.
Lors de ce tournoi, l'AS San Carlos a tenté de conserver son titre de champion du Costa Rica face aux onze meilleurs clubs costariciens.
Chacun des douze clubs participant au championnat était confronté deux fois aux onze autres équipes. Puis les quatre meilleurs se sont affrontés lors d'une phase finale à la fin de la saison.
Seulement une place était qualificative pour la Ligue des champions de la CONCACAF ou pour la Ligue de la CONCACAF.

## Les 12 clubs participants
| \| Alajuelense Cartaginés Herediano Limón Pérez Zeledón Saprissa Universidad San Carlos Santos Guadalupe Grecia Jicaral \| Localisation des clubs. |
| Alajuelense Cartaginés Herediano Limón Pérez Zeledón Saprissa Universidad San Carlos Santos Guadalupe Grecia Jicaral                               |

Ce tableau présente les douze équipes qualifiées pour disputer le championnat 2019-2020. On y trouve le nom des clubs, le nom des stades dans lesquels ils évoluent ainsi que la capacité et la localisation de ces derniers.
| Club                    | Stade                                | Capacité | Ville                  |
| LD Alajuelense          | Stade Alejandro Morera Soto          | 17 900   | Alajuela               |
| CS Cartaginés           | Stade José Rafael Ivankovich         | 13 500   | Cartago                |
| Municipal Grecia        | Stade Allen Riggioni                 | 4 000    | Grecia                 |
| Guadalupe FC            | Stade Coyella Fonseca                | 4 500    | Guadalupe              |
| CS Herediano            | Stade Eladio Rosabal Cordero         | 8 100    | Heredia                |
| Jicaral Sercoba (en)    | Estadio Asociación Cívica Jicaraleña | 1 500    | Jicaral                |
| Limón FC                | Stade Juan Gobán                     | 3 000    | Puerto Limón           |
| Municipal Pérez Zeledón | Stade Municipal Pérez Zeledón        | 6 000    | San Isidro del General |
| AD San Carlos           | Stade Carlos Ugalde Álvarez          | 5 000    | Ciudad Quesada         |
| SD Santos               | Stade Ebal Rodríguez                 | 3 000    | Guápiles               |
| Deportivo Saprissa      | Stade Ricardo Saprissa               | 23 100   | San José               |
| Universidad             | Stade Ecológico                      | 1 800    | San José               |

## Compétition
Le tournoi Apertura est divisés en deux phases :
- La phase de qualification : les vingt-deux journées de championnat.
- La phase finale : le retour des matchs aller-retour allant des demi-finale à la finale.

### Phase de qualification
Lors de la phase de qualification les douze équipes s'affrontent à deux reprises selon un calendrier tiré aléatoirement.
Les quatre meilleures équipes sont directement qualifiées pour la phase finale.
Le classement est établi sur le barème de points classique (victoire à 3 points, match nul à 1, défaite à 0).
Le départage final se fait selon les critères suivants :
- Le nombre de points.
- La différence de buts générale.
- La différence de buts particulière.
- Le nombre de buts marqué.

| Rang | Équipe                  | Pts | J  | G  | N | P  | Bp | Bc | Diff |
| ---- | ----------------------- | --- | -- | -- | - | -- | -- | -- | ---- |
| 1    | LD Alajuelense          | 52  | 22 | 16 | 4 | 2  | 49 | 21 | +28  |
| 2    | Deportivo Saprissa      | 40  | 22 | 12 | 4 | 6  | 50 | 30 | +20  |
| 3    | CS Herediano            | 35  | 22 | 10 | 5 | 7  | 40 | 23 | +17  |
| 4    | AD San Carlos T         | 33  | 22 | 9  | 6 | 7  | 40 | 37 | +3   |
| 5    | CS Cartaginés           | 33  | 22 | 9  | 6 | 7  | 31 | 28 | +3   |
| 6    | Municipal Pérez Zeledón | 28  | 22 | 7  | 7 | 8  | 24 | 32 | -8   |
| 7    | Jicaral Sercoba (en) P  | 27  | 22 | 7  | 6 | 9  | 23 | 30 | -7   |
| 8    | Guadalupe FC            | 26  | 22 | 7  | 5 | 10 | 29 | 37 | -8   |
| 9    | Limón FC                | 25  | 22 | 7  | 4 | 11 | 24 | 40 | -16  |
| 10   | SD Santos               | 24  | 22 | 5  | 9 | 8  | 33 | 39 | -6   |
| 11   | Municipal Grecia        | 21  | 22 | 5  | 6 | 11 | 26 | 39 | -13  |
| 12   | Universidad             | 18  | 22 | 4  | 6 | 12 | 23 | 36 | -13  |

| Légende : Qualifications et relégations | Légende : Qualifications et relégations          |
| --------------------------------------- | ------------------------------------------------ |
|                                         | Qualifié pour la Grand final et la seconde phase |
|                                         | Qualifié pour la seconde phase                   |
|                                         | T Tenant du titre P Promu de la saison 2018-2019 |

| Résultats (▼dom., ►ext.)                                   | Alaj | Cart | Grec | Guad | Here | Jic | Lim | MunP | SanC | Sant | Sapr | Univ |
| LD Alajuelense                                             |      | 1-1  | 1-0  | 2-1  | 3-2  | 3-1 | 3-1 | 1-1  | 1-0  | 2-2  | 1-2  | 4-1  |
| CS Cartaginés                                              | 0-4  |      | 4-1  | 2-1  | 1-1  | 0-1 | 3-0 | 2-2  | 1-0  | 0-0  | 1-2  | 4-3  |
| Municipal Grecia                                           | 1-3  | 0-1  |      | 2-1  | 2-2  | 1-0 | 4-0 | 0-0  | 1-1  | 3-1  | 0-6  | 3-3  |
| Guadalupe FC                                               | 1-1  | 1-0  | 2-1  |      | 1-1  | 1-1 | 4-3 | 1-2  | 2-2  | 2-4  | 2-1  | 1-0  |
| CS Herediano                                               | 0-1  | 3-0  | 3-0  | 2-0  |      | 1-3 | 3-2 | 4-1  | 3-1  | 6-2  | 4-0  | 0-0  |
| Jicaral Sercoba                                            | 0-2  | 1-1  | 2-0  | 2-0  | 1-2  |     | 0-2 | 1-0  | 1-1  | 1-1  | 2-5  | 2-0  |
| Limon FC                                                   | 1-2  | 0-2  | 1-0  | 2-1  | 1-0  | 1-0 |     | 1-1  | 3-4  | 1-0  | 1-1  | 1-0  |
| Municipal Pérez Zeledon                                    | 1-4  | 1-0  | 1-1  | 0-1  | 1-0  | 1-1 | 2-0 |      | 3-0  | 2-1  | 0-1  | 1-0  |
| AD San Carlos                                              | 3-1  | 2-4  | 4-2  | 3-1  | 1-0  | 2-1 | 2-2 | 5-2  |      | 2-2  | 1-0  | 1-2  |
| SD Santos                                                  | 0-2  | 2-1  | 1-1  | 0-2  | 1-1  | 1-1 | 1-1 | 4-1  | 1-3  |      | 4-0  | 1-4  |
| Deportivo Saprissa                                         | 2-5  | 2-2  | 0-2  | 4-1  | 2-1  | 4-0 | 6-0 | 3-0  | 3-1  | 2-2  |      | 4-0  |
| Universidad                                                | 0-3  | 0-1  | 2-1  | 2-2  | 0-1  | 1-2 | 2-0 | 1-1  | 1-1  | 1-2  | 0-0  |      |
| - Victoire à domicile - Match nul - Victoire à l'extérieur |      |      |      |      |      |     |     |      |      |      |      |      |

### La phase finale
Les quatre équipes qualifiées sont réparties dans le tableau final d'après leur classement général, le deuxième affrontant le troisième et le premier affrontant le quatrième lors des demi-finales.
En cas d'égalité sur la somme des deux matchs, c'est la position au classement général qui départage les deux équipes, sauf pour la finale où des prolongations puis une séance de tirs au but ont éventuellement lieu.

#### Tableau
|  |                    |            |              |            |                |     |   |        |        |        |        |        |
|  | 1/2 finale         | 1/2 finale | 1/2 finale   | 1/2 finale | 1/2 finale     |     |   | Finale | Finale | Finale | Finale | Finale |
|  |                    |            |              |            |                |     |   |        |        |        |        |        |
|  |                    |            |              |            |                |     |   |        |        |        |        |        |
|  | LD Alajuelense     | (1)        | 0            | 3          |                |     |   |        |        |        |        |        |
|  | LD Alajuelense     | (1)        | 0            | 3          |                |     |   |        |        |        |        |        |
|  | AD San Carlos      | (4)        | 0            | 0          |                |     |   |        |        |        |        |        |
|  | AD San Carlos      | (4)        | 0            | 0          | LD Alajuelense | (1) | 0 | 0      |        |        |        |        |
|  |                    |            |              |            |                | (1) | 0 | 0      |        |        |        |        |
|  |                    |            | CS Herediano | (3)        | 2              | 0   |   |        |        |        |        |        |
|  | Deportivo Saprissa | (2)        | CS Herediano | (3)        | 2              | 0   | 1 | 1      | 2(4)   |        |        |        |
|  | Deportivo Saprissa | (2)        |              |            |                |     | 1 | 1      | 2(4)   |        |        |        |
|  | CS Herediano       | (3)        | 1            | 1          | 2(5)           |     |   |        |        |        |        |        |
|  | CS Herediano       | (3)        | 1            | 1          | 2(5)           |     |   |        |        |        |        |        |

#### Demi-finales
| Club               | Aller | Retour | Club          | Commentaire       |
| LD Alajuelense     | 0-0   | 3-0    | AD San Carlos |                   |
| Deportivo Saprissa | 1-1   | 1-1    | CS Herediano  | Tirs au but : 4-5 |

#### Finale
| Match aller     | CS Herediano                | 2:0   | LD Alajuelense | Stade Eladio Rosabal Cordero |                            |
| 4 décembre 2019 | Francisco Rodríguez 14e 33e | (2:0) |                | Arbitrage : Henry Bejarano   | Arbitrage : Henry Bejarano |

| Match retour    | LD Alajuelense | 0:0   | CS Herediano | Stade Alejandro Morera Soto |                       |
| 8 décembre 2019 |                | (0:0) |              | Arbitrage : Hugo Cruz       | Arbitrage : Hugo Cruz |

| Vainqueur du Tournoi Apertura 2019 CS Herediano 28e titre |

## Bilan du tournoi
| Tournoi d'ouverture du championnat de football du Costa Rica 2019 |                          |
| Champion                                                          | CS Herediano (28e titre) |
| Dauphin                                                           | LD Alajuelense           |
| Qualifications continentales                                      |                          |
| Ligue de la CONCACAF 2020                                         | CS Herediano             |

## Statistiques

### Buteurs
| Rang | Nom            | Équipe         | Buts |
| 1    | Álvaro Saborío | AD San Carlos  | 13   |
| 2    | Ariel Lassiter | LD Alajuelense | 12   |
| 3    | Frank Zamora   | Guadalupe FC   | 11   |